# Sindrome di Roemheld
La sindrome di Roemheld, sindrome di Roemheld-Techlenburg-Ceconi o sindrome gastrocardiaca è una patologia che combina un quadro clinico cardiologico e sintomi digestivi. Fu descritta per la prima volta dal medico tedesco Ludwig von Roemheld (1871-1938).
Si manifesta con crisi temporanee che si verificano solitamente quando c'è un accumulo di gas intestinale o dopo un'ingestione massiccia di cibo. La sindrome di Roemheld, in genere, non è associata alla malattia ischemica cardiaca.

## Eziologia
Tra le cause più comuni figurano il reflusso gastroesofageo, l'ernia iatale, la colelitiasi, le infezioni da Helicobacter pylori (con o senza ulcere gastroduodenali) e l'eterogeneo gruppo delle malattie infiammatorie croniche intestinali.

## Clinica
I segni clinici più comuni includono problemi cardiaci (palpitazioni, aritmie, senso di costrizione toracica, dispnea, ecc.) e disturbi digestivi (nausea, vomito, aerofagia, gonfiore e dolore addominale).
Le manifestazioni cardiache sono provocate dalla pressione esercitata dagli tubo digerente sul cuore attraverso il diaframma e/o dalla compressione del nervo vago dovuta all'iperdistensione gastrica o intestinale.

## Trattamento
Per ridurre frequenza ed entità degli episodi di questa sindrome, occorrerebbe evitare pasti pesanti, perdere peso (nel caso in cui il paziente sia sovrappeso od obeso), migliorare la composizione della flora batterica intestinale ed eseguire esercizi volti a rafforzare la muscolatura diaframmatica, evitando il prolasso del diaframma stesso verso la cavità toracica.
Nei casi particolarmente fastidiosi si può ricorrere a una terapia sintomatica; se la causa riscontrata è un'ernia iatale molto pronunciata o un'altra patologia strutturale, si può procedere ad appositi interventi chirurgici.